# Nyinger
Nyinger ('Kampvuur') is een liedbundel gecomponeerd door Christian Sinding. Hij zette muziek onder een zestal gedichten van Herman Wildervey, die daar zeer tevreden mee was. Na een uitvoering in Berlijn zocht Wildervey Sinding op met de mededeling, dat de liedbundel het vuur in Wildervey opnieuw had aangewakkerd. Nyinger was een van de eerste dichtbundels van Wildervey (1907).
In 2013 is de liedbundel grotendeels vergeten, slechts de liederen 3 en 4 hebben het tot een opname gebracht:
1. Fest
2. Maistrofe
3. Pinselilje (Narcis)
4. Fattigmandstrøst (Fattigdom betekent armoede!)
5. Sidste Hilsen
6. Vei